# Wnioskowania instrumentalne
Wnioskowania instrumentalne – nakazują przyjąć, że obowiązują normy, jakich obowiązywanie przyczyni się do urzeczywistniania obowiązujących norm. W tym sensie są też wnioskowaniami z celu na środki. 
Do wnioskowań instrumentalnych należą zwłaszcza tzw. reguły instrumentalnego zakazu i nakazu, które nakazują przyjąć obowiązywanie norm, jakie służą realizacji danego celu (zachowania) lub powstaniu danego stanu albo jakie służą uniemożliwieniu zrealizowania się danego celu (zachowania) lub zapobieżeniu powstania danego stanu – np. z normy prawnej nakazującej stróżowi pilnować obiektu wywodzą normę prawną zakazującą temu stróżowi spania i spożywania w pracy alkoholu.   
Reguły instrumentalnego zakazu i nakazu zasadzają się na związkach przyczynowych (przyczynowo-skutkowych). Prawidłowość tych związków może zostać zweryfikowana na gruncie empirycznym. Ich stosowanie uzależnione jest również od tego, jakim kosztem dany cel (stan) ma być w prawie osiągany, co jest kwestią ocenną.